# Hedon (East Riding of Yorkshire)
Hedon is een civil parish in het bestuurlijke gebied East Riding of Yorkshire, in het Engelse graafschap East Riding of Yorkshire met 7100 inwoners.